# Terror in New York City
Terror in New York City is, volgens de originele uitzending, de vierde aflevering van Thunderbirds, de Supermarionation televisieserie van Gerry Anderson. De aflevering werd voor het eerst uitgezonden op ATV Midlands op 21 oktober 1965.
De aflevering was echter de 13e die geproduceerd werd. Derhalve wordt de aflevering tegenwoordig vaak als 13e aflevering in de serie uitgezonden.

## Verhaal
In een woestijn staat een boortoren in brand. Terwijl Scott vanuit het mobiele controlecentrum aanwijzingen geeft, gaat Virgil met de Firefly op de brand af. Hij vuurt een nitroglycerinebom in de boortoren en de explosie dooft het vuur.
Terwijl Virgil zich klaarmaakt voor vertrek ergert een journalist genaamd Ned Cook, die was gekomen om verslag te doen van de reddingsactie, zich aan het feit dat de Thunderbirds niet gefilmd willen worden. Hij geeft zijn cameraman Joe de opdracht toch het vertrek van de Thunderbirds te filmen. Scott merkt dit op door de cameradetector in Thunderbird 1 en gebruikt een speciaal elektromagnetisch licht om de film te wissen. Daarna vertrekken hij en Virgil terug naar Tracy Eiland.
Boven de Oceaan ontdekt Virgil op zijn radar een schip dat, zeker gezien de omvang, uitzonderlijk snel vaart. Volgens Scott is dat de nieuwe USN Sentinel, een schip van de Amerikaanse marine. Op de Sentinel pikt men de Thunderbirds ook op met de radar. Daar Thunderbird 2 recht op New York af lijkt te gaan en ze het toestel niet kunnen identificeren, nemen ze aan dat het een vijandelijk toestel betreft en openen het vuur. Virgil kan de eerste twee raketten ontwijken, maar het derde projectiel treft wel doel. Jeff Tracy slaagt erin Washington te overtuigen en de overheid beveelt de Sentinel zijn aanval te staken. Het kwaad is echter al geschied en Thunderbird 2 is zwaar beschadigd. Virgil weet maar net Tracy Eiland te bereiken en maakt een noodlanding op de landingsbaan. Daar staan reeds een aantal automatische brandblussers gereed.
Virgil komt later bij in zijn bed. Hij heeft enkel wat lichte verwondingen. Met Thunderbird 2 is het erger gesteld. Het toestel zal nog enkele weken buiten gebruik zijn. Ondertussen is Ned Cook alweer bezig met zijn volgende reportage. Hij is in New York om verslag te doen van een groots project. Er zal geprobeerd worden om het Empire State Building in zijn geheel een stuk te verplaatsen omdat op de huidige locatie nieuwbouw gepland staat. Het heeft in totaal 12 jaar geduurd om de voorbereidingen voor dit monsterproject te treffen. Wanneer het gebouw begint te bewegen over de aangelegde rails, ontstaan echter scheuren in de grond. De machine wordt stilgelegd. Ned en zijn cameraman Joe krijgen van de politie het bevel te vertrekken, maar te laat. De grond onder hen begeeft het en de twee vallen in een gat. Tot overmaat van ramp valt het Empire State Building ook om, boven op het gat waar Ned en Joe in zijn gevallen.
De twee overleven de klap blijkbaar aangezien na een tijdje Neds stem te horen is via de microfoon die hij bij zich had. Ned beschrijft dat hij en Joe in een soort grot zitten en hij water kan horen stromen. Brains suggereert dat de twee vermoedelijk vlak bij een nog onbekende ondergrondse rivier zitten. Diezelfde rivier is vermoedelijk ook de oorzaak van het instorten van de grond rondom het Empire State Building. Helaas is Thunderbird 2 kapot en dus kan International Rescue niet uitrukken met het materiaal om ze te redden. Gordon suggereert om met Thunderbird 4 naar New York te varen, maar Jeff vindt dat te gevaarlijk. Bovendien zou dat te lang gaan duren. Virgil komt dan met het idee om de Sentinel om hulp te vragen. Jeff roept Washington op en krijgt toestemming voor het plan.
Scott vertrekt alvast met Thunderbird 1 naar New York. Gordon vaart met Thunderbird 4 de Sentinel tegemoet en wordt aan boord genomen. Maar ondanks dat het schip op topsnelheid vaart zal het nog 24 uur duren voordat hij in New York is.
Scott arriveert in New York en ontdekt dat de grot waar Ned en Joe nu in zitten langzaam volloopt. Via het luchtgat dat nog wel aanwezig is kan Scott hen voorzien van ademautomaten. De automaten bevatten maar twee uur aan zuurstof, precies de tijd die Gordon nog nodig heeft om in New York te komen.
Gordon arriveert na lang wachten eindelijk in New York en probeert met Thunderbird 4 de locatie van de ondergrondse rivier te vinden. Om tijd te sparen suggereert Scott dat Ned en Joe hem tegemoet zwemmen. De politie informeert Scott dat het Fulmer Finance Building ook op instorten staat. Als dit omvalt zal de klap een schokgolf veroorzaken in de ondergrondse rivier. Thunderbird 4 kan deze schokgolf wel weerstaan, maar voor de zwemmers zou het fataal zijn. Met hun zuurstoftanks bijna leeg vinden Ned en Joe Thunderbird 4 en gaan aan boord. Het Fulmer Finance Building stort in en de schokgolf slingert Thunderbird 4 uit de ondergrondse rivier terug de zee in.
Later verschijnt Ned in een rolstoel in de studio om alsnog zijn wekelijkse show te presenteren. Zonder dat hij het weet zijn bijna alle Tracy’s aanwezig in het publiek.

## Rolverdeling

### Reguliere stemacteurs
- Jeff Tracy — Peter Dyneley
- Scott Tracy — Shane Rimmer
- Virgil Tracy — David Holliday
- Alan Tracy — Matt Zimmerman
- Gordon Tracy — David Graham
- Oma Tracy — Christine Finn
- Brains — David Graham
- Tin-Tin Kyrano — Christine Finn
- Kyrano — David Graham

### Gastrollen
- Ned Cook — Matt Zimmerman
- Joe — David Graham
- Sentinel-commandant — Ray Barrett
- Eerste officier Clayton — David Graham
- Scanners — Shane Rimmer
- Washington — Shane Rimmer
- Newsreader — Ray Barrett
- 1e politieman — Site Control — Ray Barrett
- 2e politieman — Site Control — David Graham
- Politie Patrol — David Graham
- Garner — David Graham
- TV Compere — Ray Barrett

## Machines
De machines en voertuigen in deze aflevering zijn:
- Thunderbird 1
- Thunderbird 2 (met capsule 6)
- Thunderbird 4
- Firefly
- USN Sentinel

## Fouten
- De achterkant van Joes hoofd valt eraf wanneer hij en Ned in de put vallen.
- Wanneer Thunderbird 4 geraakt wordt door de schokgolf van het instortende Fulmer Finance Building, druipt er water langs het glas van de tank die voor het schaalmodel was gezet.
- Tijdens de Ned Cook Show zit de Dr Godber-pop (uit The Perils of Penelope) in eerste instantie vlak bij het toneel, maar later opeens een paar rijen naar achteren vlak voor Jeff Tracy.

## Trivia
- De steigers rondom het Empire State Building werden ook gebruikt in de afleveringen Sun Probe en The Perils of Penelope.
- In het publiek van de Ned Cook Show zitten o.a. Dr Godber uit de aflevering The Perils of Penelope en filmproducer Bletcher uit Martian Invasion.
- Terror in New York City werd door Alan Fennell en Keith Page omgezet tot een strip voor deel 9-11 van Thunderbirds: The Comic in 1992.
- Deze aflevering duurde oorspronkelijk slechts 25 minuten. Om hem te verlengen naar 50 minuten werd o.a. de boortorenbrand aan het begin toegevoegd.